# Mistrzostwa Świata w Piłce Ręcznej Mężczyzn 2021 (eliminacje)
Kwalifikacje do Mistrzostw Świata w Piłce Ręcznej Mężczyzn 2021 – rozgrywki mające na celu wyłonienie trzydziestu dwóch męskich reprezentacji narodowych w piłce ręcznej, które wystąpią w finałach tego turnieju.

## Informacje ogólne
W październiku 2018 roku Rada IHF podjęła decyzję o rozszerzeniu mistrzostw z 24 do 32 zespołów. Turniej finałowy organizowanych przez IHF mistrzostw świata odbędzie się w Egipcie w styczniu 2021 roku i wezmą w nim udział trzydzieści dwie drużyny. Automatycznie do mistrzostw zakwalifikowała się Dania jako mistrz świata z 2019 oraz reprezentacja Egiptu jako gospodarz zawodów. O pozostałych trzydzieści miejsc odbywały się kontynentalne kwalifikacje. Wolne miejsca zostały podzielone według następującego klucza geograficznego: po cztery obowiązkowe miejsca przydzielono czterem kontynentom – Europie, Azji, Afryce i Ameryce (trzy Południowej i jedno Północnej), zaś jedno – wcześniej przypadające Oceanii – mogła otrzymać drużyna z Oceanii zajmując przynajmniej piątą lokatę w mistrzostwach Azji, w przeciwnym przypadku było ono przyznawane jako dzika karta. Kolejne dwanaście przypadło kontynentom, z których pochodziły zespoły z czołowej dwunastki poprzednich mistrzostw, a także IHF zastrzegła sobie przyznawanie dzikiej karty. Z uwagi na fakt zajęcia odległych lokat przez zespoły z Oceanii w azjatyckich kwalifikacjach, do puli IHF dołączyła druga dzika karta.
Z powodu licznych przypadków SARS-CoV-2 wykrytych w drużynach Czech i USA tuż przed rozpoczęciem turnieju zostały one zastąpione odpowiednio przez Macedonię Północną i Szwajcarię.

## Zakwalifikowane zespoły
| Kraj                          | Strefa kwalifikacyjna                                          | Mistrzostwa 2019 |
| ----------------------------- | -------------------------------------------------------------- | ---------------- |
| Egipt                         | Gospodarz                                                      | 8. miejsce       |
| Dania                         | Mistrz świata 2019                                             | 1. miejsce       |
| Tunezja                       | Mistrzostwa Afryki 2020 – 2. miejsce                           | 12. miejsce      |
| Algieria                      | Mistrzostwa Afryki 2020 – 3. miejsce                           | –                |
| Angola                        | Mistrzostwa Afryki 2020 – 4. miejsce                           | 23. miejsce      |
| Republika Zielonego Przylądka | Mistrzostwa Afryki 2020 – 5. miejsce                           | –                |
| Maroko                        | Mistrzostwa Afryki 2020 – 6. miejsce                           | –                |
| Demokratyczna Republika Konga | Mistrzostwa Afryki 2020 – 7. miejsce                           | –                |
| Katar                         | Mistrzostwa Azji 2020 – 1. miejsce                             | 13. miejsce      |
| Korea Południowa              | Mistrzostwa Azji 2020 – 2. miejsce                             | –                |
| Japonia                       | Mistrzostwa Azji 2020 – 3. miejsce                             | 24. miejsce      |
| Bahrajn                       | Mistrzostwa Azji 2020 – 4. miejsce                             | 20. miejsce      |
| Argentyna                     | Mistrzostwa Ameryki Południowej i Centralnej 2020 – 1. miejsce | 17. miejsce      |
| Brazylia                      | Mistrzostwa Ameryki Południowej i Centralnej 2020 – 2. miejsce | 9. miejsce       |
| Urugwaj                       | Mistrzostwa Ameryki Południowej i Centralnej 2020 – 3. miejsce | –                |
| Chile                         | Nominacja COSCABAL                                             | 16. miejsce      |
| Stany Zjednoczone             | Nominacja NACHC                                                | –                |
| Hiszpania                     | Mistrzostwa Europy 2020 – 1. miejsce                           | 7. miejsce       |
| Chorwacja                     | Mistrzostwa Europy 2020 – 2. miejsce                           | 6. miejsce       |
| Norwegia                      | Mistrzostwa Europy 2020 – 3. miejsce                           | 2. miejsce       |
| Słowenia                      | zespoły z ME 2020 – decyzją EHF                                | –                |
| Niemcy                        | zespoły z ME 2020 – decyzją EHF                                | 4. miejsce       |
| Portugalia                    | zespoły z ME 2020 – decyzją EHF                                | –                |
| Szwecja                       | zespoły z ME 2020 – decyzją EHF                                | 5. miejsce       |
| Austria                       | zespoły z ME 2020 – decyzją EHF                                | –                |
| Węgry                         | zespoły z ME 2020 – decyzją EHF                                | 10. miejsce      |
| Białoruś                      | zespoły z ME 2020 – decyzją EHF                                | –                |
| Islandia                      | zespoły z ME 2020 – decyzją EHF                                | 11. miejsce      |
| Czechy                        | zespoły z ME 2020 – decyzją EHF                                | –                |
| Francja                       | zespoły z ME 2020 – decyzją EHF                                | 3. miejsce       |
| Polska                        | „dzika karta” IHF                                              | –                |
| Rosja                         | „dzika karta” IHF                                              | 14. miejsce      |
| Macedonia Północna            | zastępstwa za nieobecne zespoły                                | 15. miejsce      |
| Szwajcaria                    | zastępstwa za nieobecne zespoły                                | –                |

## Eliminacje
| Strefa                | Związek  | Miejsca | Turniej                              | World Map IHF |
| Europa                | EHF      | 4 + 9   | Mistrzostwa Europy 2020              | World Map IHF |
| Europa                | EHF      | 4 + 9   | Europejski turniej eliminacyjny      | World Map IHF |
| Afryka                | CAHB     | 4 + 2   | Mistrzostwa Afryki 2020              | World Map IHF |
| Azja                  | AHF      | 4 + 0   | Mistrzostwa Azji 2020                | World Map IHF |
| Ameryka Południowa    | COSCABAL | 3 + 1   | Mistrzostwa Ameryki Południowej 2020 | World Map IHF |
| Ameryka Północna      | NACHC    | 1 + 0   | Mistrzostwa Ameryki Północnej 2020   | World Map IHF |
| Oceania/„dzika karta” |          | 1       | Mistrzostwa Azji 2020                | World Map IHF |
| „dzika karta”         | IHF      | 1       |                                      | World Map IHF |

## Europa

### Europejski turniej eliminacyjny – faza grupowa
Losowanie grup zostało zaplanowane na 23 lipca 2019 roku w Wiedniu, a przed nim piętnaście drużyn podzielonych zostało na trzy koszyki.
| Koszyk 1 |
| -------- |
| Izrael   |
| Włochy   |
| Litwa    |
| Turcja   |

| Koszyk 2    |
| ----------- |
| Belgia      |
| Estonia     |
| Wyspy Owcze |
| Finlandia   |
| Grecja      |
| Kosowo      |
| Rumunia     |
| Słowacja    |

| Koszyk 3   |
| ---------- |
| Cypr       |
| Gruzja     |
| Luksemburg |

W wyniku transmitowanego w Internecie losowania wyłoniono trzy cztero- i jedną trzyzespołową grupę. Prawo gry w kolejnej fazie kwalifikacji uzyskali jedynie zwycięzcy grup. Możliwe było za zgodą wszystkich zespołów z danej grupy przeprowadzenie eliminacji w formie turnieju rozegranego w jednej hali, choć podstawową formą była rywalizacja systemem ligowym w poniższych sześciu terminach:
- Rundy 1 i 2: 23-27 października 2019
- Rundy 3 i 4: 1-5 stycznia 2020
- Rundy 5 i 6: 8-12 stycznia 2020.

| Grupa 1     | Grupa 2   | Grupa 3 | Grupa 4 |
| ----------- | --------- | ------- | ------- |
| Litwa       | Izrael    | Włochy  | Turcja  |
| Słowacja    | Grecja    | Rumunia | Belgia  |
| Wyspy Owcze | Finlandia | Kosowo  | Estonia |
| Luksemburg  | Cypr      | Gruzja  |         |

Tylko jedna z grup rozegrała eliminacje w formie systemu ligowego, pozostałe trzy zorganizowały je w formie jednego turnieju, a prawa do ich organizacji otrzymały Litwa, Włochy i Turcja, choć ostatecznie grupa 1 zagrała w Luksemburgu. W swoich grupach zwyciężyły Turcja, Izrael, Litwa i Rumunia.

#### Grupa 1
| 10 stycznia 202017:00 | Litwa | 36:25(18:12) | Wyspy Owcze | Centre National Sportif et Culturel, Luksemburg Widzów: 100 Sędzia: Vešović, Mitrović |
| 10 stycznia 202017:00 |       | 36:25(18:12) |             | Centre National Sportif et Culturel, Luksemburg Widzów: 100 Sędzia: Vešović, Mitrović |

| 10 stycznia 202019:30 | Słowacja | 22:16(11:9) | Luksemburg | Centre National Sportif et Culturel, Luksemburg Widzów: 651 Sędzia: Nabokau, Kulik |
| 10 stycznia 202019:30 |          | 22:16(11:9) |            | Centre National Sportif et Culturel, Luksemburg Widzów: 651 Sędzia: Nabokau, Kulik |

| 11 stycznia 202015:00 | Wyspy Owcze | 26:27(13:14) | Słowacja | Centre National Sportif et Culturel, Luksemburg Widzów: 65 Sędzia: Nabokau, Kulik |
| 11 stycznia 202015:00 |             | 26:27(13:14) |          | Centre National Sportif et Culturel, Luksemburg Widzów: 65 Sędzia: Nabokau, Kulik |

| 11 stycznia 202017:30 | Luksemburg | 22:32(10:15) | Litwa | Centre National Sportif et Culturel, Luksemburg Widzów: 700 Sędzia: Vešović, Mitrović |
| 11 stycznia 202017:30 |            | 22:32(10:15) |       | Centre National Sportif et Culturel, Luksemburg Widzów: 700 Sędzia: Vešović, Mitrović |

| 12 stycznia 202015:00 | Litwa | 25:24(11:12) | Słowacja | Centre National Sportif et Culturel, Luksemburg Widzów: 130 Sędzia: Vešović, Mitrović |
| 12 stycznia 202015:00 |       | 25:24(11:12) |          | Centre National Sportif et Culturel, Luksemburg Widzów: 130 Sędzia: Vešović, Mitrović |

| 12 stycznia 202017:30 | Wyspy Owcze | 24:22(11:10) | Luksemburg | Centre National Sportif et Culturel, Luksemburg Widzów: 1 100 Sędzia: Nabokau, Kulik |
| 12 stycznia 202017:30 |             | 24:22(11:10) |            | Centre National Sportif et Culturel, Luksemburg Widzów: 1 100 Sędzia: Nabokau, Kulik |

#### Grupa 2
| 23 października 201917:30 | Cypr | 18:31(8:18) | Grecja | Eleftheria Indoor Hall, Nikozja Widzów: 300 Sędzia: Harabagiu, Stănescu |
| 23 października 201917:30 |      | 18:31(8:18) |        | Eleftheria Indoor Hall, Nikozja Widzów: 300 Sędzia: Harabagiu, Stănescu |

| 23 października 201918:00 | Izrael | 33:32(21:16) | Finlandia | Drive in Arena, Tel Awiw-Jafa Widzów: 1 000 Sędzia: Bíró, Kiss |
| 23 października 201918:00 |        | 33:32(21:16) |           | Drive in Arena, Tel Awiw-Jafa Widzów: 1 000 Sędzia: Bíró, Kiss |

| 27 października 201915:00 | Finlandia | 30:20(13:15) | Cypr | Cocks Areena, Riihimäki Widzów: 600 Sędzia: Novikov, Rozhkov |
| 27 października 201915:00 |           | 30:20(13:15) |      | Cocks Areena, Riihimäki Widzów: 600 Sędzia: Novikov, Rozhkov |

| 27 października 201916:00 | Grecja | 26:25(12:11) | Izrael | Municipal Sports Center Lefkovrisi, Kozani Widzów: 800 Sędzia: Jović, Arnautović |
| 27 października 201916:00 |        | 26:25(12:11) |        | Municipal Sports Center Lefkovrisi, Kozani Widzów: 800 Sędzia: Jović, Arnautović |

| 8 stycznia 202017:00 | Grecja | 30:16(15:8) | Cypr | Municipal Sports Center Lefkovrisi, Kozani Widzów: 500 Sędzia: Rauchs, Linster |
| 8 stycznia 202017:00 |        | 30:16(15:8) |      | Municipal Sports Center Lefkovrisi, Kozani Widzów: 500 Sędzia: Rauchs, Linster |

| 8 stycznia 202018:30 | Finlandia | 26:26(12:7) | Izrael | Cocks Areena, Riihimäki Widzów: 600 Sędzia: Baumgart, Wild |
| 8 stycznia 202018:30 |           | 26:26(12:7) |        | Cocks Areena, Riihimäki Widzów: 600 Sędzia: Baumgart, Wild |

| 11 stycznia 202019:30 | Izrael | 24:22(11:9) | Grecja | Drive in Arena, Tel Awiw-Jafa Widzów: 1 800 Sędzia: Kaludjerović, Vujacić |
| 11 stycznia 202019:30 |        | 24:22(11:9) |        | Drive in Arena, Tel Awiw-Jafa Widzów: 1 800 Sędzia: Kaludjerović, Vujacić |

| 12 stycznia 202017:00 | Cypr | 14:23(6:9) | Finlandia | Eleftheria Indoor Hall, Nikozja Widzów: 200 Sędzia: Chrzan, Janas |
| 12 stycznia 202017:00 |      | 14:23(6:9) |           | Eleftheria Indoor Hall, Nikozja Widzów: 200 Sędzia: Chrzan, Janas |

#### Grupa 3
| 10 stycznia 202018:00 | Rumunia | 29:24(16:13) | Gruzja | PalaTedeschi, Benewent Widzów: 300 Sędzia: Argyridis, Mouttas |
| 10 stycznia 202018:00 |         | 29:24(16:13) |        | PalaTedeschi, Benewent Widzów: 300 Sędzia: Argyridis, Mouttas |

| 10 stycznia 202020:00 | Włochy | 26:26(11:11) | Kosowo | PalaTedeschi, Benewent Widzów: 600 Sędzia: Geraets, Geraets |
| 10 stycznia 202020:00 |        | 26:26(11:11) |        | PalaTedeschi, Benewent Widzów: 600 Sędzia: Geraets, Geraets |

| 11 stycznia 202018:00 | Kosowo | 21:32(7:15) | Rumunia | PalaTedeschi, Benewent Widzów: 300 Sędzia: Geraets, Geraets |
| 11 stycznia 202018:00 |        | 21:32(7:15) |         | PalaTedeschi, Benewent Widzów: 300 Sędzia: Geraets, Geraets |

| 11 stycznia 202020:00 | Gruzja | 28:25(13:11) | Włochy | PalaTedeschi, Benewent Widzów: 700 Sędzia: Argyridis, Mouttas |
| 11 stycznia 202020:00 |        | 28:25(13:11) |        | PalaTedeschi, Benewent Widzów: 700 Sędzia: Argyridis, Mouttas |

| 12 stycznia 202016:00 | Kosowo | 30:21(18:13) | Gruzja | PalaTedeschi, Benewent Widzów: 500 Sędzia: Geraets, Geraets |
| 12 stycznia 202016:00 |        | 30:21(18:13) |        | PalaTedeschi, Benewent Widzów: 500 Sędzia: Geraets, Geraets |

| 12 stycznia 202018:00 | Włochy | 24:29(12:13) | Rumunia | PalaTedeschi, Benewent Widzów: 1 200 Sędzia: Argyridis, Mouttas |
| 12 stycznia 202018:00 |        | 24:29(12:13) |         | PalaTedeschi, Benewent Widzów: 1 200 Sędzia: Argyridis, Mouttas |

#### Grupa 4
| 25 października 201917:00 | Estonia | 29:33(14:18) | Turcja | Porsuk Spor Salonu, Eskişehir Widzów: 1 500 Sędzia: Mandák, Rudinský |
| 25 października 201917:00 |         | 29:33(14:18) |        | Porsuk Spor Salonu, Eskişehir Widzów: 1 500 Sędzia: Mandák, Rudinský |

| 26 października 201917:00 | Belgia | 25:20(11:9) | Estonia | Porsuk Spor Salonu, Eskişehir Widzów: 900 Sędzia: Mandák, Rudinský |
| 26 października 201917:00 |        | 25:20(11:9) |         | Porsuk Spor Salonu, Eskişehir Widzów: 900 Sędzia: Mandák, Rudinský |

| 27 października 201917:00 | Turcja | 33:24(17:11) | Belgia | Porsuk Spor Salonu, Eskişehir Widzów: 2 400 Sędzia: Mandák, Rudinský |
| 27 października 201917:00 |        | 33:24(17:11) |        | Porsuk Spor Salonu, Eskişehir Widzów: 2 400 Sędzia: Mandák, Rudinský |

### Mistrzostwa Europy w Piłce Ręcznej Mężczyzn 2020
Kwalifikację na mistrzostwa świata uzyskają maksimum trzy najlepsze – prócz mającej zapewniony awans Danii – drużyny Mistrzostw Europy 2020, które odbędą się w dniach 9–26 stycznia 2020 roku. Po turnieju nastąpiło potwierdzenie struktury dalszej części europejskich eliminacji. Awans uzyskali medaliści europejskiego czempionatu – Hiszpania, Chorwacja i Norwegia.

### Europejski turniej eliminacyjny – pierwsza faza play-off
W pierwszej fazie play-off zaplanowanej na połowę kwietnia 2020 roku uczestniczyć mieli zwycięzcy grup z fazy grupowej oraz zespoły, które nie uzyskały awansu z mistrzostw kontynentu i jednocześnie nie były uczestnikami światowych turniejów kwalifikacyjnych do IO 2020, a zwycięzcy dwumeczów awansują do drugiej fazy play-off. W gronie tych ośmiu zespołów połowę stanowiły reprezentacje, które na ME 2020 zajęły cztery ostatnie pozycje. Losowanie czterech par tej rundy odbyło się 30 stycznia 2020 roku w Wiedniu, a dwumecze zaplanowano na połowę kwietnia tegoż roku.
| Koszyk 1             |
| -------------------- |
| Łotwa                |
| Bośnia i Hercegowina |
| Rosja                |
| Polska               |

| Koszyk 2 |
| -------- |
| Izrael   |
| Litwa    |
| Rumunia  |
| Turcja   |

| Drużyna 1 | Wynik dwumeczu | Drużyna 2            | Pierwszy mecz | Drugi mecz |
| --------- | -------------- | -------------------- | ------------- | ---------- |
| Turcja    | M1             | Rosja                | odwołane      | odwołane   |
| Rumunia   | M2             | Bośnia i Hercegowina | odwołane      | odwołane   |
| Polska    | M3             | Litwa                | odwołane      | odwołane   |
| Izrael    | M4             | Łotwa                | odwołane      | odwołane   |

### Europejski turniej eliminacyjny – druga faza play-off
W drugiej fazie play-off zaplanowanej na pierwszą połowę czerwca 2020 roku mieli wziąć udział zwycięzcy dwumeczów z poprzedniej fazy oraz zespoły (nie licząc Duńczyków), które w ME 2020 zajęły pozycje 4–20, łącznie dwadzieścia reprezentacji rywalizujących w dwumeczach o dziesięć miejsc w turnieju finałowym MŚ 2021. Losowanie grup zaplanowano na 9 marca 2020 roku w Wiedniu i w jego wyniku wyłoniono dziesięć par.
| Koszyk 1   |
| ---------- |
| Słowenia   |
| Niemcy     |
| Portugalia |
| Szwecja    |
| Austria    |
| Węgry      |
| Białoruś   |
| Islandia   |
| Czechy     |
| Francja    |

| Koszyk 2           |
| ------------------ |
| Macedonia Północna |
| Szwajcaria         |
| Holandia           |
| Czarnogóra         |
| Ukraina            |
| Serbia             |
| M1                 |
| M2                 |
| M3                 |
| M4                 |

| Drużyna 1          | Wynik dwumeczu | Drużyna 2  | Pierwszy mecz | Drugi mecz |
| ------------------ | -------------- | ---------- | ------------- | ---------- |
| Szwajcaria         | •              | Islandia   | odwołane      | odwołane   |
| M4                 | •              | Portugalia | odwołane      | odwołane   |
| Czechy             | •              | Czarnogóra | odwołane      | odwołane   |
| Szwecja            | •              | M1         | odwołane      | odwołane   |
| Słowenia           | •              | Serbia     | odwołane      | odwołane   |
| M2                 | •              | Węgry      | odwołane      | odwołane   |
| Macedonia Północna | •              | Francja    | odwołane      | odwołane   |
| Ukraina            | •              | Niemcy     | odwołane      | odwołane   |
| M3                 | •              | Białoruś   | odwołane      | odwołane   |
| Austria            | •              | Holandia   | odwołane      | odwołane   |

### Europejski turniej eliminacyjny – odwołanie
Pod koniec marca 2020 roku EHF przedstawiła plan wznowienia rozgrywek wstrzymanych przez rozwój pandemii COVID-19 – mecze pierwszej fazy play-off zostały przełożone na połowę czerwca, zaś drugiej na początek lipca. Jednakże miesiąc później zostały one definitywnie odwołane, a awans na MŚ 2021 przyznano najlepszej dziesiątce ME 2020, która do tej pory nie uzyskała awansu. Były to drużyny z miejsc 4–12 i 14, odpowiednio: Słowenia, Niemcy, Portugalia, Szwecja, Austria, Węgry, Białoruś, Islandia, Czechy i Francja.

## Afryka
Turniejem kwalifikacyjnym w Afryce były mistrzostwa tego kontynentu, które odbyły się w dniach 16–26 stycznia 2020 roku w trzech tunezyjskich miastach. Szesnaście uczestniczących zespołów rywalizowało początkowo systemem kołowym w ramach czterech czterozespołowych grup. Czołowe dwójki z każdej z grup utworzyły następnie dwie czterozespołowe grupy, które ponownie walczyły systemem kołowym o dwa czołowe miejsca premiowane awansem do półfinałów, pozostałe zaś rozgrywały mecze o miejsca 5–8. Czołowa szóstka zawodów – nie licząc Egiptu – uzyskała awans na MŚ 2021.
W fazie wstępnej w swoich grupach zwyciężały Egipt, Tunezja, Algieria oraz Angola, dwie pierwsze odniosły także po dwa zwycięstwa w fazie zasadniczej. Spotkały się następnie w finale, gdzie wyraźnie lepszy okazał się Egipt, brąz zaś zdobyła Algieria po zwycięstwie nad Angolą. Pozostałe miejsca dające awans na MŚ 2021 zajęły Republika Zielonego Przylądka, Maroko i Demokratyczna Republika Konga.

## Azja
Turniejem kwalifikacyjnym w Azji były mistrzostwa tego kontynentu, które odbyły się w dniach 16–27 stycznia 2020 roku w Kuwejcie, a awans otrzymać miała czołowa czwórka, ewentualnie też piąta reprezentacja, gdyby w tej piątce znalazł się zespół z Oceanii. Trzynaście uczestniczących reprezentacji rywalizowało w pierwszej fazie w ramach czterech grup (trzech trzy- i jednej czterozespołowej) systemem kołowym. Czołowa dwójka z każdej z grup utworzyła następnie dwie czterozespołowe grupy, które ponownie walczyły systemem kołowym o dwa czołowe miejsca premiowane awansem do półfinałów.
Faworyzowane zespoły łatwo awansowały do fazy zasadniczej. Reprezentacja Bahrajnu – triumfatorzy rozegranego trzy miesiące wcześniej turnieju kwalifikacyjnego do IO 2020 – niespodziewanie uległa Japończykom zarówno w niej, jak i w meczu o trzecie miejsce. Dominację na kontynencie potwierdził zaś Katar, w drodze do mistrzowskiego tytułu nie przegrywając meczu, zaś sam pojedynek finałowy wygrywając z Koreą Południową dwunastoma bramkami. Czwórka półfinalistów uzyskała awans do MŚ 2021.

## Ameryka Południowa i Środkowa
Ameryce Południowej i Środkowej w MŚ 2021 przysługiwały cztery miejsca, a regionalna federacja postanowiła przyznać je w dwóch turniejach. Główny turniej kwalifikacyjny – będący mistrzostwami tej strefy – odbył się w dniach 21–25 stycznia 2020 roku w Brazylii. Sześć uczestniczących zespołów rywalizowało systemem kołowym podczas pięciu meczowych dni w trzech halach w położonym w stanie Parana mieście Maringá. Z kompletem zwycięstw w zawodach triumfowała Argentyna, wraz z Brazylią i Urugwajem kwalifikując się jednocześnie do Mistrzostw Świata 2021.
Czwarte miejsce premiowane awansem do światowego czempionatu miało przypaść zwycięzcy turnieju ostatniej szansy. Zaplanowany on został pierwotnie do rozegrania w maksymalnie sześciozespołowej obsadzie rywalizującej systemem kołowym w Salwadorze w czerwcu, następnie przesunięty na październik 2020 roku. W tymże miesiącu został jednak przeniesiony do Urugwaju na początek listopada z udziałem czterech drużyn, z uwagi na pandemię COVID-19 wycofała się Kolumbia, następnie Paragwaj, zatem pod koniec października COSCABAL zdecydował o odwołaniu turnieju. Nominował następnie na wakujące miejsce reprezentację Chile, która zajęła czwarte miejsce w mistrzostwach kontynentu, do czego przychyliła się Rada IHF.

## Ameryka Północna i Karaiby
Turniej kwalifikacyjny – będący jednocześnie mistrzostwami Ameryki Północnej i Karaibów – został pierwotnie zaplanowany, standardowo dla tych zawodów, w pierwszej połowie 2020 roku. Ze względu na pandemię COVID-19 został on następnie przesunięty na późniejszy termin, a ostatecznie odwołany. NACHC zwrócił się następnie do IHF z wnioskiem o wyznaczenie reprezentanta regionu, a nominację otrzymała reprezentacja Stanów Zjednoczonych – z uwagi na najwyższy ranking spośród chętnych krajów, możliwości komercyjne oraz chęć zwiększenia poziomu jej gry przed zbliżającymi się LIO 2028.

## Dzika karta
Z uwagi na fakt, iż zespół z Oceanii nie zajął w mistrzostwach Azji miejsca w pierwszej piątce, IHF mogła przyznać dwie dzikie karty, a otrzymały je Polska i Rosja.